# Sardes
Pour les articles homonymes, voir Sardes (peuple) et Sarde (homonymie).
Sardes (en grec αἱ Σάρδεις, en ionien Σάρδιες, forme contractée Σάρδῑς) est une ancienne ville d’Asie Mineure, capitale de la Lydie, sur la rivière Pactole, dans la vallée de l’Hermos. C'est l'extrémité nord-ouest de la voie royale perse conduisant vers le sud-est à Suse.

## L’histoire, les textes
La première mention écrite de la ville se trouve dans Les Perses d’Eschyle. La fameuse Hydé (Ὕδη) d’Homère, citée dans l'Iliade comme la capitale des Méoniens, peut être Sardes.
La construction de la citadelle est attribuée au roi Mélès, qui y aurait placé son palais et son trésor, fortement fortifiés. De l’autre côté du Pactole se développe la ville basse, moins bien protégée, qui subit les assauts des Cimmériens en -652, puis des Perses. Les Lydiens y frappent les premières pièces de monnaie en un atelier (à partir de - 560). Après la chute de l’Empire lydien au VIe siècle avant notre ère, la citadelle de Sardes résiste encore et n’est prise par Cyrus le Grand que par surprise, en -546. Sardes devient alors la capitale de la satrapie de Lydie. Pendant la révolte de l'Ionie, la ville basse est de nouveau détruite. En -334, la ville est prise par Alexandre le Grand, puis convoitée par les diadoques. Sous domination séleucide de -213 à -190, elle est ensuite annexée par Pergame. Son importance décroît alors au profit de Pergame. Prise par les Romains en -133, elle est détruite en 17 de notre ère par un tremblement de terre. Tibère la fait alors rebâtir, et Hadrien l’embellit. Avec Sardes, Magnésie de Sipyle, Temnos, Philadelphie, Èges, Apollonide, Moslène, Hyrcanie la Macédonienne, Iliérocésarée, Myrine, Cymé, Tmole, furent également dévastées par cet énorme cataclysme géologique (Tacite).
À l’époque chrétienne, elle est l’une des sept Églises d'Asie citées par le livre de l’Apocalypse. L’adresse à l’Église de Sardes, au troisième verset, est une mise en garde contre la vie facile : « Sois vigilant, et affermis ce qui reste, qui s’en va mourir, car je n’ai pas trouvé tes œuvres parfaites devant mon Dieu. »
Après la mise en place d’un nouveau réseau routier, Constantinople devenue capitale de l’Empire romain d'Orient, Sardes se trouve à l’écart des routes principales et entre en déclin. Elle reste néanmoins importante symboliquement, étant depuis 295 le siège métropolitain de la province de Sardes. Au Xe siècle, Constantin VII Porphyrogénète la place au troisième rang du thema (province) de Thrace, après Éphèse et Smyrne.
En 1306, la ville est cédée aux Seldjoukides, dont les incursions dans la région remontent au XIe siècle. En 1402, elle est totalement détruite par Tamerlan.

## Fouilles archéologiques

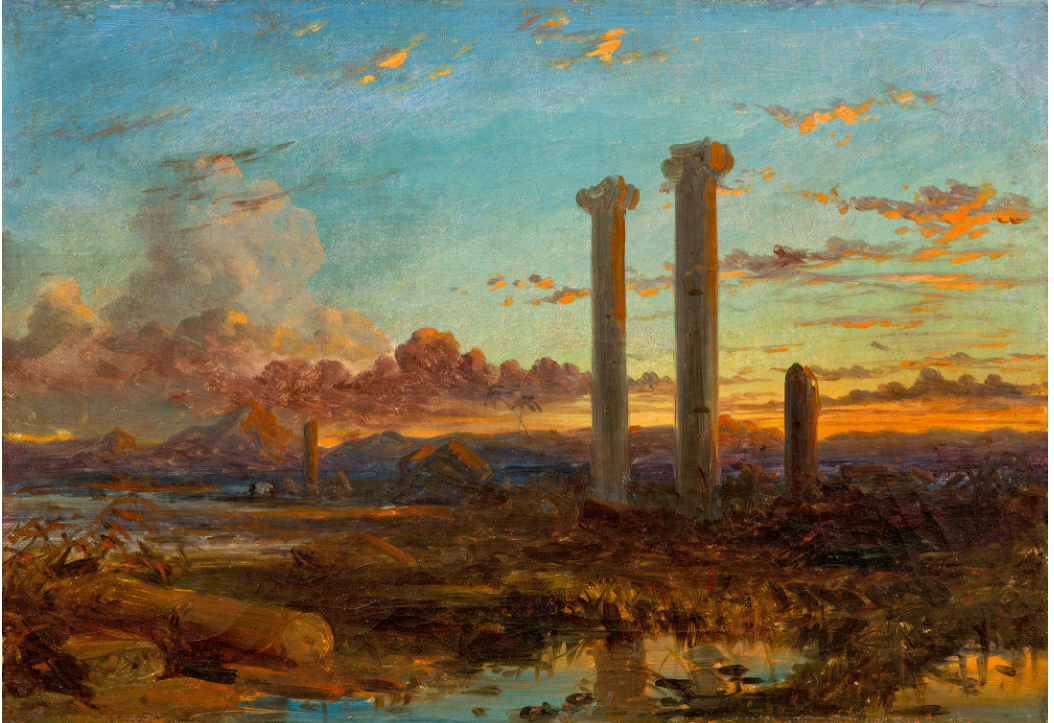
Eduard Hildebrandt, Vue des ruines du temple d’Artémis à Sardes (Turquie), vers 1851.

Deux équipes américaines ont mené des fouilles archéologiques de 1910 à 1914, puis de 1958 à aujourd’hui.
Hormis une tête humaine en pierre datée du Néolithique, une première occupation est attestée dans la région au Bronze ancien du fait de la présence de tombes à inhumation (3000-2500 av. J.-C.) (sud du lac Gygaia ou de Koloè). C’est dans les niveaux les plus bas qu’un habitat du Bronze récent a été découvert (1500-1300) ainsi qu’une urne funéraire.
Certaines découvertes importantes du site de Sardes sont conservées au Musée archéologique de Manisa (en), notamment des mosaïques et des sculptures romaines tardives, un casque du milieu du VIe siècle av. J.-C. et des poteries de différentes périodes.

### Antiquités romaines

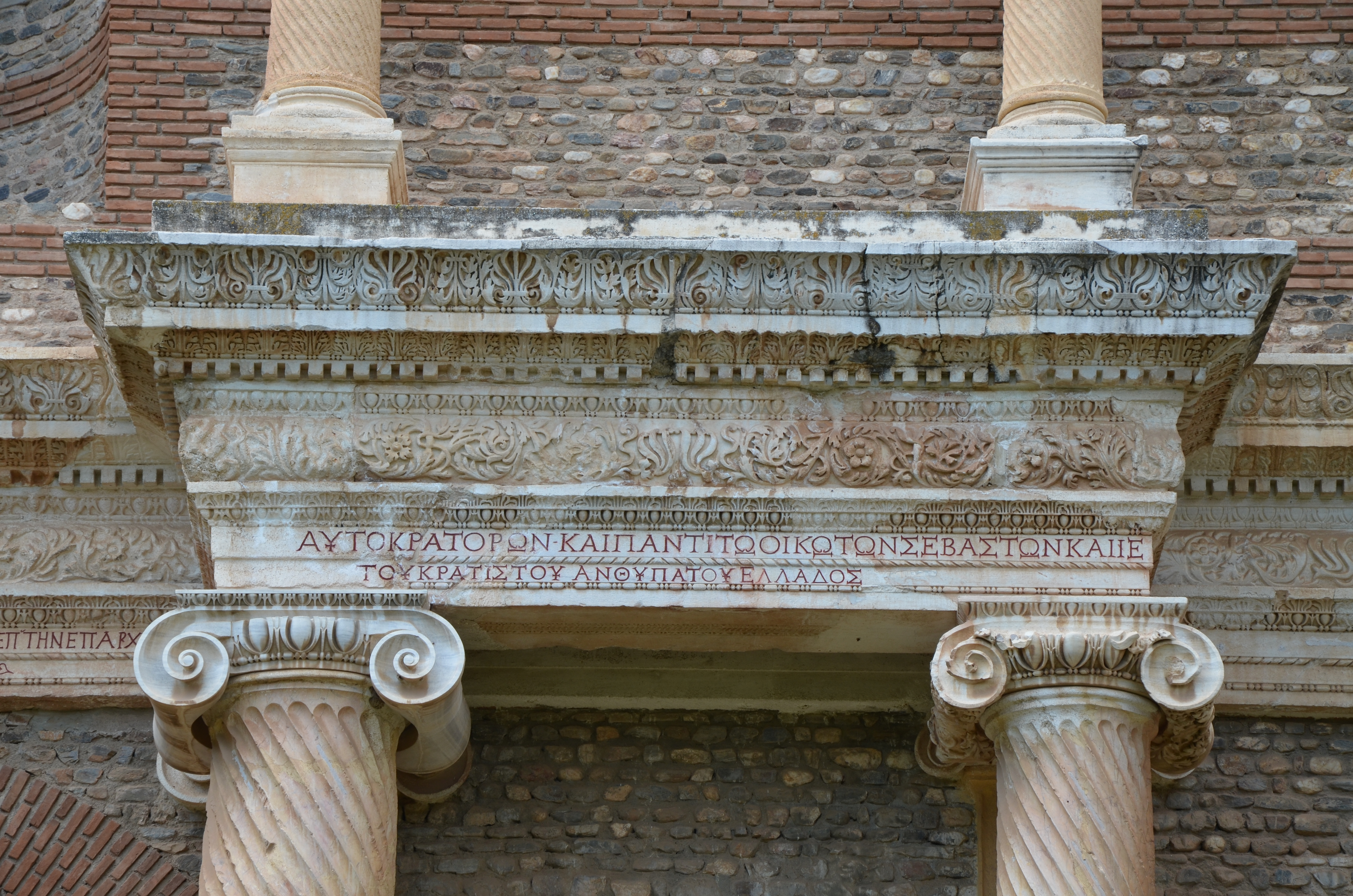
Détails des colonnes des bains-gymnase.

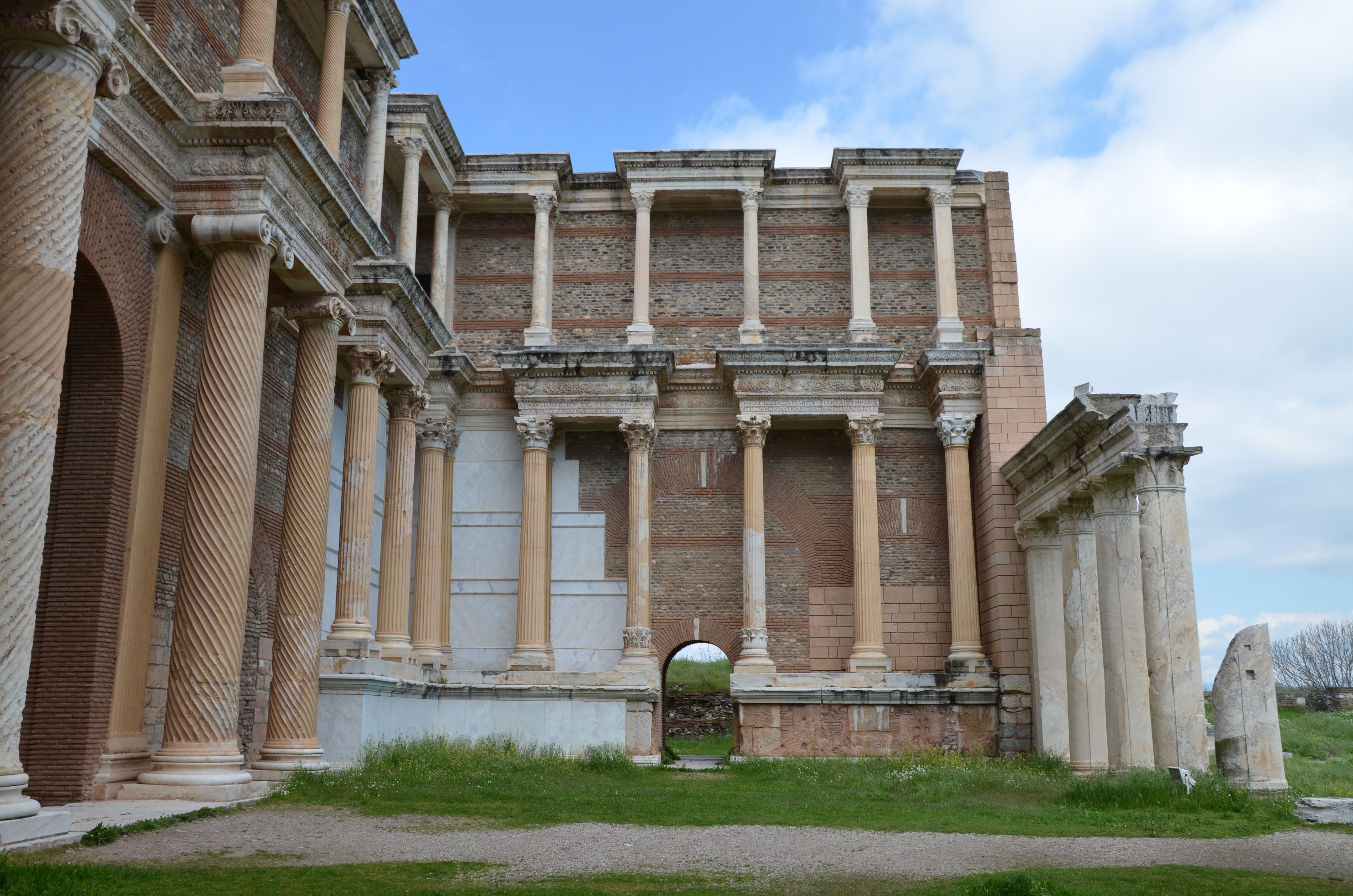
Détails du complexe de gymnase.

Au XIXe siècle, les ruines de Sardes laissaient apparaître principalement des vestiges de la période romaine. Parmi les premiers explorateurs du site figurait le Britannique George Dennis, qui a découvert une énorme tête en marbre de Faustine l'Ancienne, épouse d'Antonin le Pieux. Trouvée dans l'enceinte du temple d'Artémis, la tête faisait probablement partie d'une paire de statues colossales consacrées au couple impérial. Cette tête, haute de 1,76 m, est conservée au British Museum.
La première expédition archéologique à grande échelle du site de Sardes a été menée par une équipe de l'Université de Princeton dirigée par Howard Crosby Butler entre les années 1910 et 1914, qui a mis au jour le temple d'Artémis et plus d'un millier de tombes lydiennes. La campagne de fouilles a été interrompue par la Première Guerre mondiale, suivie de la guerre d'indépendance turque, avec toutefois une brève reprise en 1922. Certains artefacts des fouilles Butler sont venus s'ajouter à la collection du Metropolitan Museum of Art de New York.

### Synagogue de Sardes

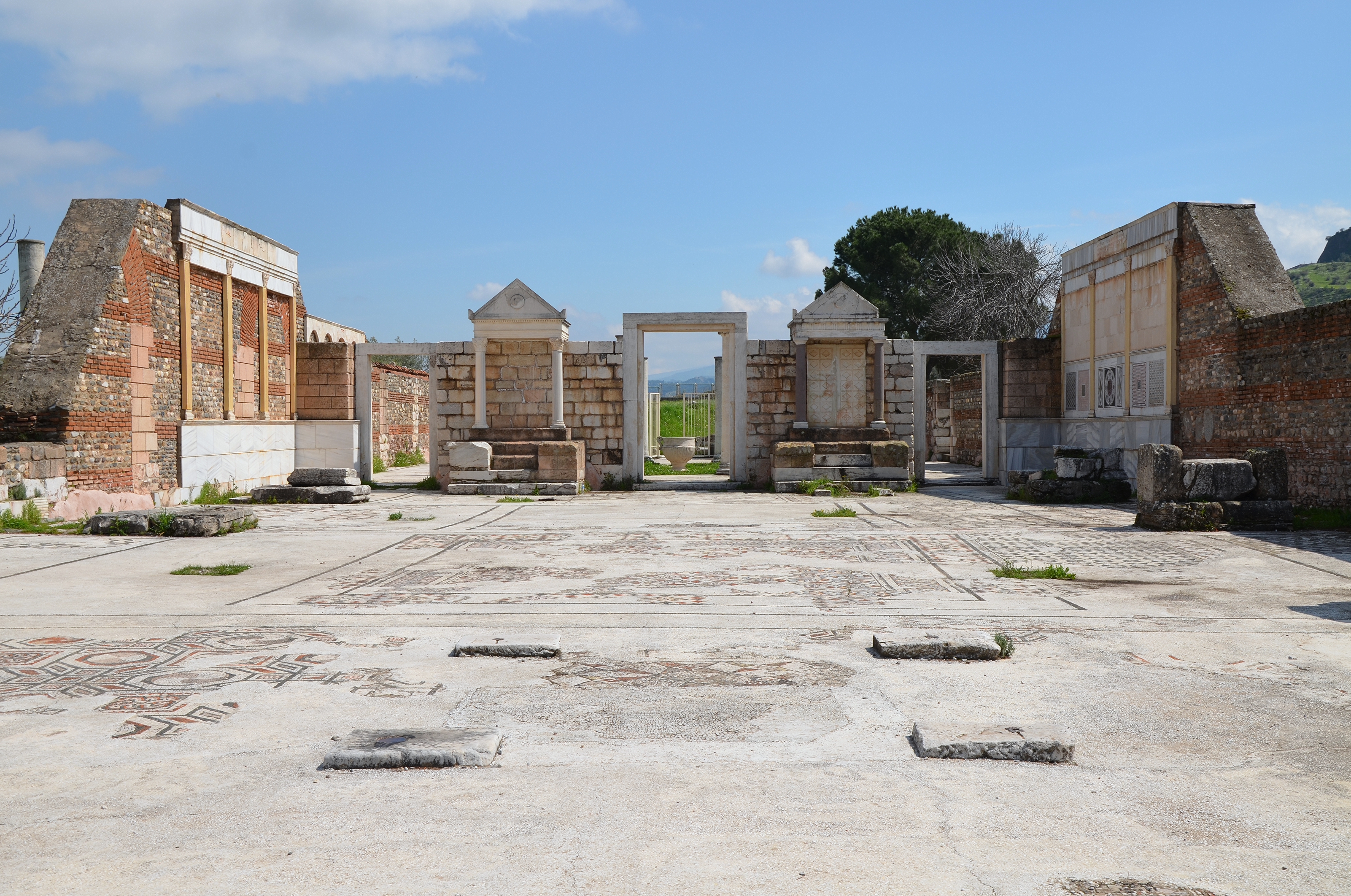
Synagogue de Sardes

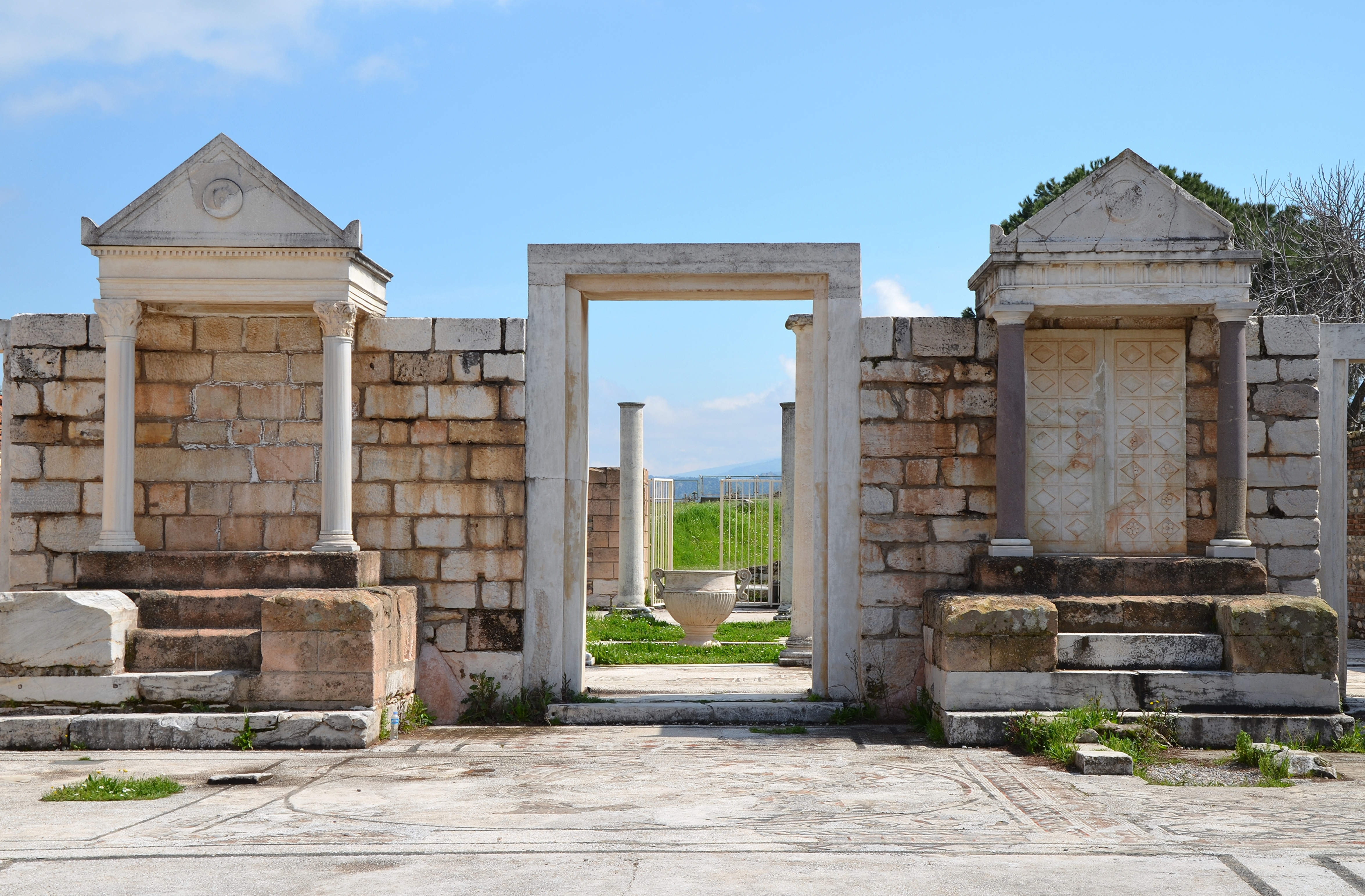
Synagogue de Sardes

#### Fouilles archéologiques
Une nouvelle expédition connue sous le nom d'exploration archéologique de Sardes a été menée en 1958 par G.M.A. Hanfmann, professeur au département des beaux-arts de l'Université Harvard, et par Henry Detweile, doyen de l'école d'architecture de l'Université Cornell. Dans la ville et la région, Hanfmann a fouillé et restauré le grand complexe de bains-gymnase romains, la synagogue, des maisons et magasins de la fin de l'époque romaine, une installation industrielle lydienne de transformation de l'électrum en or et en argent purs, d'autres zones d'occupation lydienne et les tombes à tumulus de Bin Tepe.
De 1976 à 2007, les fouilles ont été dirigées par Crawford H. Greenewalt, Jr., professeur au département des classiques de l'Université de Californie à Berkeley. Depuis 2008, les fouilles ont été menées sous la direction de Nicholas Cahill, professeur à l'Université du Wisconsin – Madison.
Depuis 1958, les universités de Harvard et de Cornell ont parrainé des expéditions archéologiques annuelles à Sardes. Ces fouilles ont mis au jour la synagogue peut-être la plus impressionnante de la diaspora occidentale jamais découverte depuis l'Antiquité, donnant plus de quatre-vingts inscriptions grecques et sept hébraïques, ainsi que de nombreux sols en mosaïque. Pour comparaison avec un établissement plus à l'est, voir la synagogue de Doura Europos en Syrie.
Depuis la fin du IVe siècle, la synagogue était intégrée au grand complexe de bains-gymnase qui a été utilisé pendant environ 450 à 500 ans.

#### Dans la Bible
Le nom de lieu hébreu de la ville nommée Sepharad, mentionné une seule fois dans la Bible, dans le livre d'Abdias (Abdias 1:20) de l'Ancien testament, est peut-être identifiable à Sardes.[réf. nécessaire]
Dans le Nouveau Testament, il est fait référence à l'église de Sardes, dans l'Apocalypse ou révélation accordée à Jean (Apocalypse 3:1).

## Personnalité ayant vécu à Sardes
- Alcman, un des premiers poètes grecs du lyrisme amoureux est né à Sardes (v. -672 - v. -612)
- Crésus, dernier roi de Lydie jusqu'en -546, dont Sardes est la capitale.
- Ménophilé, stéphanophore entre le IIIe siècle av. J.-C. et le Ier siècle av. J.-C.
- Méliton de Sardes, saint, auteur et apologète chrétien, vers 100 et vers 180
- Florence de Sardes, évêque et théologien du Ve siècle, dont le siège épiscopal était Sardes.

## Protection
Sardes est inscrite sur la liste du patrimoine mondial en 2025 par l'UNESCO, en tant que partie du bien « Sardes et les tumuli lydiens de Bin Tepe ».